# 富山乡 (台州市)
富山乡，中国浙江省台州市黄岩区下辖的一个街道。

## 行政区划
富山乡现辖：
半山村、畴路村、半岭堂村、西岩村、双坑村、安山村、外坦村、大岙村、张里村、后岙村、决要村、北山村、田岙村、蓝田村、坑头村、英盟村、李家山村、东坑村和葡萄坑村。